# Кругопряды-нефилы

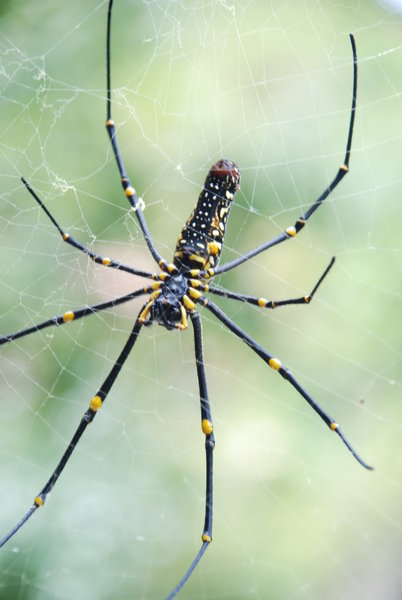
Nephila maculata

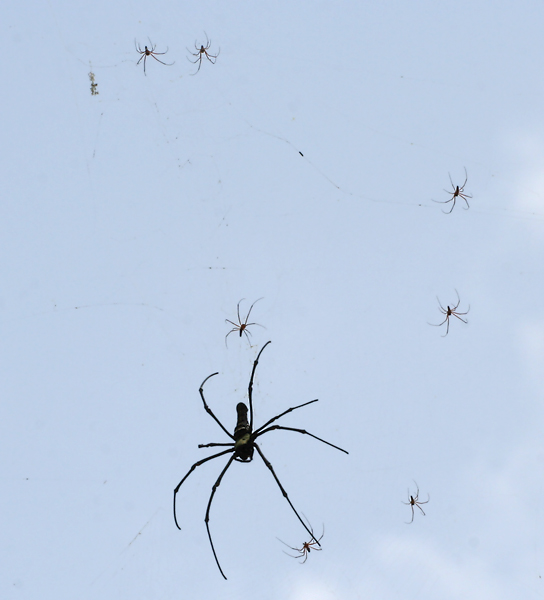
Самка Nephila pilipes и несколько самцов

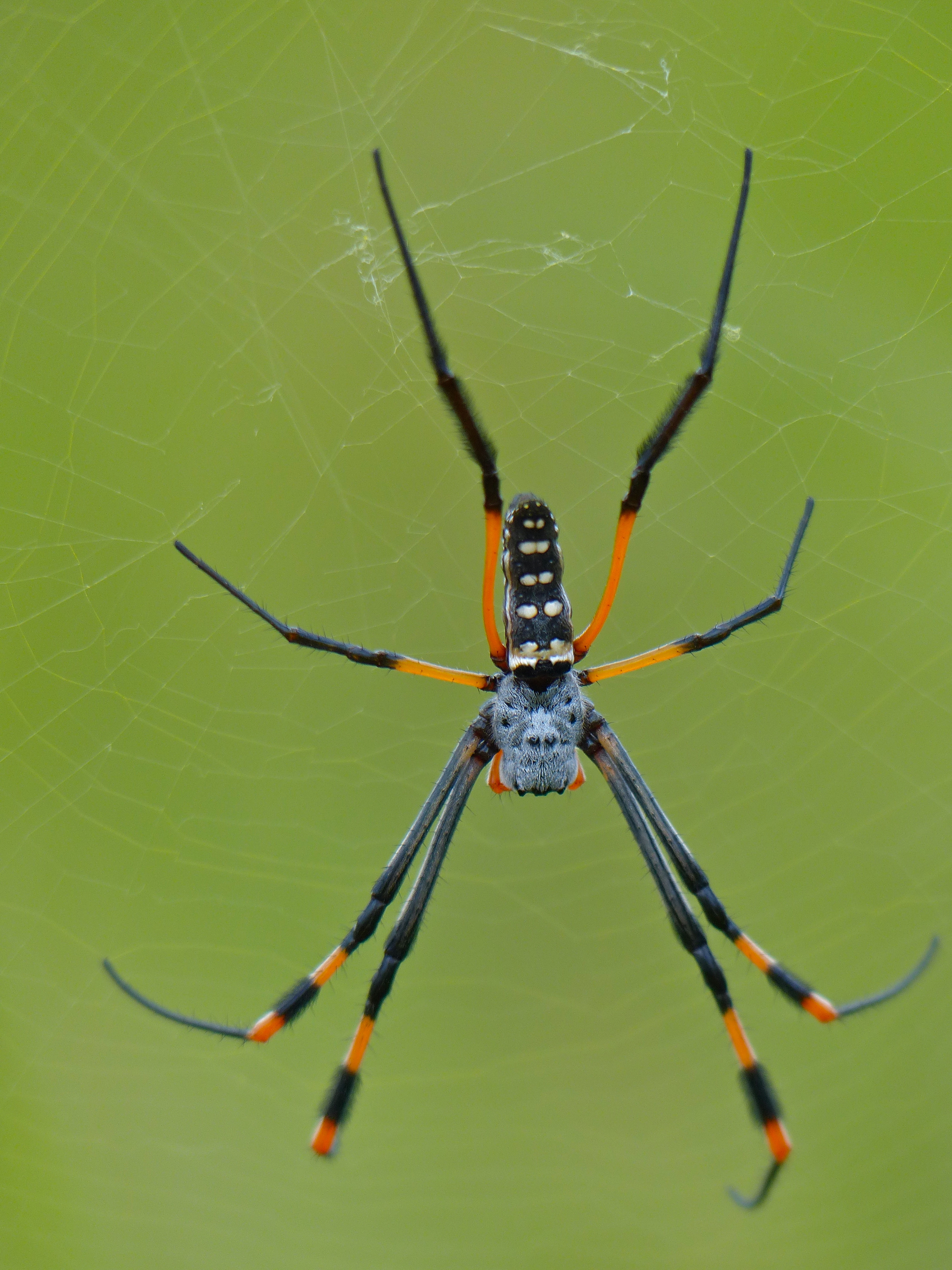
Nephila senegalensis

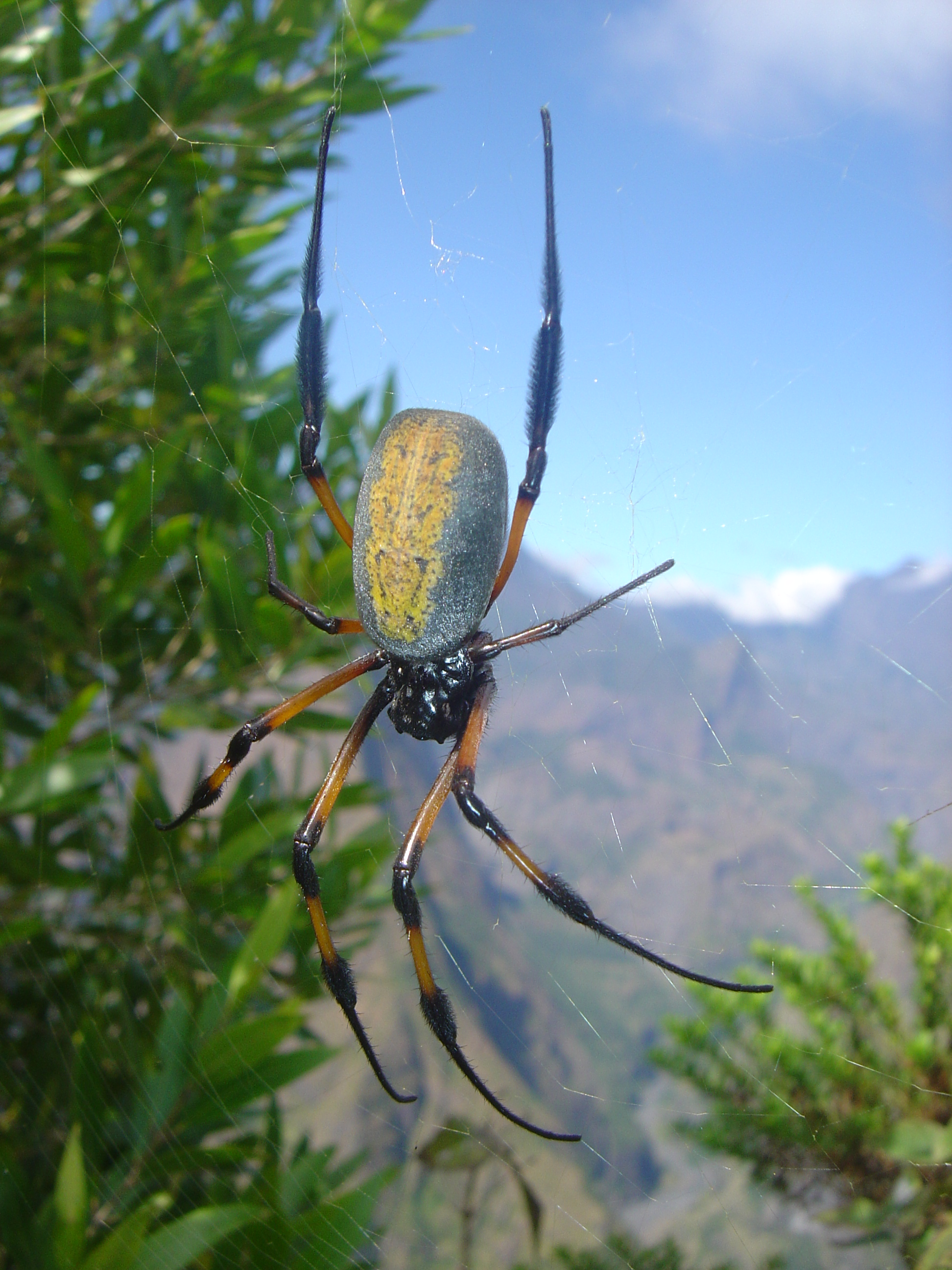
Nephila inaurata

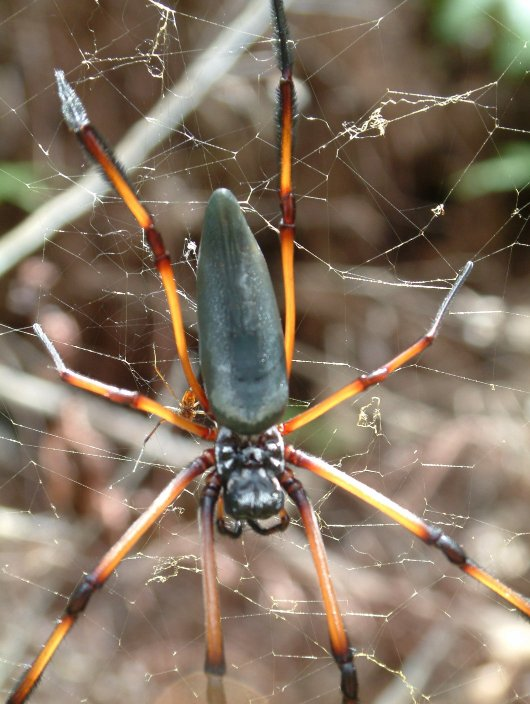

Кругопряды-нефилы (лат. Nephila; от греч. νήμα+φίλος, «любящий плести») — род крупных пауков. Пауки, плетущие самые большие паутины. Известны под разными названиями: банановые пауки (banana spiders), golden silk orb-weavers (~золотопряды), гигантские древесные пауки (giant wood spiders) и т. д.

## Описание
Размер тела (без ног) от 1 до 4 см, размах ног достигает 12 см. Характерен половой диморфизм: самцы в несколько раз мельче самок.
Среди жертв, попавшихся в сети этих пауков в Австралии (Квинсленд) отмечены даже мелкие птицы.

## Палеонтология
В ископаемом состоянии известно 6 видов рода Nephila (по состоянию на 2011 год): пять видов из неогена (около 16 млн лет; доминиканский янтарь) и вид Nephila pennatipes из эоцена (около 34 млн лет; Флориссант, США).

## Паразиты
Некоторые виды (например, N. clavipes и многие другие) часто преследуются родом Argyrodes, мелких черно-серебристых пауков, являющихся их клептопаразитами. Дюжина этих нахлебников, ворующих корм, могут оккупировать сеть одного своего хозяина. Возможно, поэтому виды часто покидают свои старые сети и плетут новые.

## Токсичность
Яд пауков рода Nephila сильный, но не смертелен для людей. Он имеет нейротоксический эффект, подобный таковому у каракурта. Укус причиняет местную боль, покраснение и появление волдырей, которые обычно исчезают в пределах 24-часового интервала. В редких случаях может вызвать аллергические реакции, а у астматиков и дыхательные затруднения. Поскольку род обладает относительно сильным хелицерами, укус может оставить небольшой шрам на тонкой коже (например, на пальцах).

## Использование

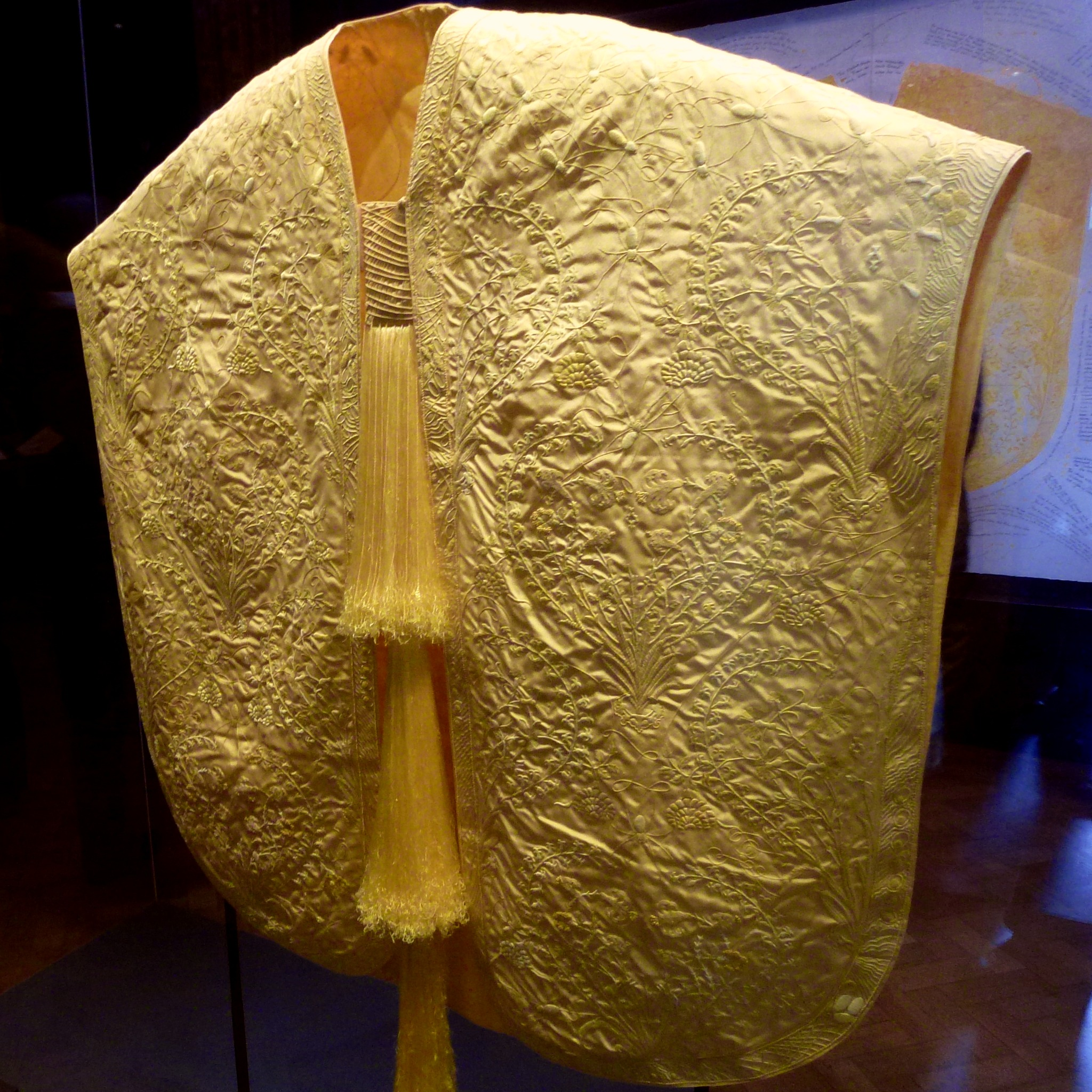
Накидка из шёлка мадагаскарского золотого паука-кругопряда, Музей Виктории и Альберта

Так как сети пауков Nephila достаточно крепкие, то рыбаки на побережьях Индийского и Тихого океанов собирают их и формируют из них шар, который бросают в воду, там он разворачивается и ловит наживку

#### Паучий шёлк
Паутина нефилов используется для производства паучьего шёлка. Паучий шёлк прочнее шёлка тутового шелкопряда в 5 раз, а паучья нить прочнее стальной при той же толщине. Ткань из паутины начали производить ещё в Древнем Китае, в 17 веке существовало пробное производство во Франции, но было свёрнуто из-за дороговизны.
В настоящее время американские инженеры-биологи научились создавать паучий шёлк на основе паучьего белка.
Также компания Kraig Biocraft изготавливает нити «Dragon silk», используемые для создания бронежилетов, что возможно ввиду огромной ударной вязкости (520 МДж/м3).

## Геном
Ученые Пенсильванского университета (США) секвенировали полный геном паука кругопряда-нефилы Nephila clavipes. Оказалось, что геном этого паука содержит более 14000 генов, в том числе 28 генов, которые кодируют белки паучьего шелка.

## Nephila в культуре

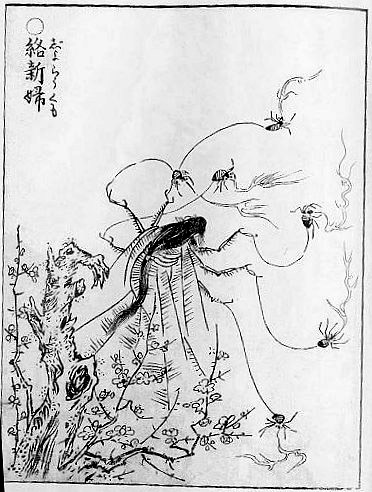
Jorōgumo (Toriyama Sekien)

В японском фольклоре сказочный монстр дзёрогумо (絡新婦 дословно «паук-девка», вид монстра или духа) использует пауков Nephila для того чтобы изменить внешность и превратиться в соблазнительную женщину. Она заманивает мужчин в свою паутину, где они и становятся её жертвами. Среди японских арахнологов и энтомологов под именем дзёро подразумеваются или вид Nephila clavata или в более широком смысле два близких рода пауков (Nephila и Argiope).

## Распространение
Австралия, Азия, Африка, Мадагаскар, Америка, Индия.

## Систематика
Около 30 видов. До 1990 род Nephila входил в состав семейства Araneidae. В 2006 Норман Платник установил отдельное семейство Nephilidae с учётом ревизии Matjaž Kuntner. Часть видов этого рода вошла в состав рода Nephilengys (L. Koch, 1872; Thetragnathidae).
- Nephila adelaidensis Hogg 1910 — южная Австралия
- Nephila ambigua Kulczyn’ski, 1911 — Новая Гвинея
- Nephila antipodiana (Walckenaer, 1842) — Китай, Филиппины — Новая Зеландия
- Nephila celebesiana Strand, 1915 — Сулавеси
- Nephila clavata L. Koch, 1878 — Индия — Япония
- Nephila clavipes (Linnaeus, 1767) — США — Аргентина
- Nephila clavipes fasciculata (De Geer, 1778) — США — Аргентина
- Nephila clavipes vespucea (Walckenaer, 1842) — Аргентина
- Nephila comorana Strand, 1916 — Коморские острова
- Nephila ornuta (Pallas, 1772) — Гайана
- Nephila constricta Karsch, 1879 — тропическая Африка
- Nephila edulis (Labillardière, 1799) — Австралия, Новая Каледония
- Nephila fenestrata Thorell, 1859 — Южная Африка
- Nephila fenestrata fuelleborni Dahl, 1912 — Восточная Африка
- Nephila fenestrata venusta (Blackwall, 1865) — Африка (западная и центральная)
- Nephila inaurata, (Walckenaer, 1842) — Mauritius, Rodrigues, Réunion
- Nephila inaurata madagascariensis (Vinson, 1863) — Южная Африка, Сейшельские острова
- Nephila komaci (Kuntner & Coddington, 2009) — Южная Африка, Танзания, Мадагаскар
- Nephila kuhlii Doleschall 1859 — Индия — Сулавеси
- Nephila laurinae Thorell, 1881 — Китай — Соломоновы острова
- Nephila laurinae novemmecklenburgiae (Strand, 1911) — Южная Африка
- Nephila meridionalis Hogg, 1910 — южная Австралия
- Nephila meridionalis hermitis Hogg, 1914 — Южная Африка
- Nephila pilipes (Fabricius, 1793) Китай, Филиппины — Австралия
  - mit einer Unterart N. p. malagassa (Strand, 1907) — Мадагаксар
- Nephila pictithorax Kulczyn’ski, 1911 — Новая Гвинея
- Nephila plumipes (Latreille, 1804) — Новая Гвинея, Австралия, Новая Каледония
- Nephila robusta Tikader, 1962 — Индия
- Nephila sarasinorum Merian, 1911 — Сулавеси
- Nephila senegalensis (Walckenaer, 1842) — Западная Африка — Эфиопия
- Nephila sexpunctata Giebel, 1867 — Бразилия, Парагвай, Аргентина
- Nephila sumptuosa Gerstäcker, 1873 — Восточная Африка, Socotra
- Nephila tetragnatoides (Walckenaer, 1842) — Самоа, Тонга, Фиджи
- Nephila turneri Blackwall, 1833 — Африка (западная и центральная)
- Nephila turneri orientalis Benoit, 1964 — Африка (центральная и восточная)
- Nephila vitiana (Walckenaer, 1847), — Индонезия (Сулавеси), Фиджи, Тонга

### Общие
- Nephilidae.com: A web resource for nephilid spiders
- Platnick, Norman I. (2009): The world spider catalog, version 10.0. American Museum of Natural History.
- Dell'Amore, Christine (21 октября 2009). Largest Web-Spinning Spider Found (англ.). National Geographic News. Дата обращения: 25 марта 2010.

### Видео
- Видеоклип «Banana spider eating grub.» (на YouTube)
- Видеоклип «Banana spider spinning silk around a dragonfly in slow motion and cutting it from its web.» (на YouTube)

### Фотографии
- Pictures of golden silk orb-weavers
- Пауки, поедающие птиц Архивировано 21 апреля 2012 года.